# Montefalco rosso riserva
Le Montefalco rosso riserva  est un vin rouge DOC d'Italie produit dans la province de Pérouse en Ombrie.

## Région de production
Le Montefalco rosso riserva  est un vin DOC dont la production est consentie uniquement dans la commune de Montefalco et dans la province de Pérouse.

## Caracteristiques
Le Montefalco rosso riserva DOC  implique l'utilisation de cépages Sagrantino (10 % - 15 %) et Sangiovese (60 % - 70 %).

## Caractéristiques organoleptiques
- Couleur : Rouge rubis.
- Parfum : parfum caractéristique et delicat.
- Goût : juste et harmonieux.

## Consommation
Le Montefalco rosso riserva se sert avec de la viande braisée, rôti et gibier.

## Production
Province, saison, volume en hectolitre.

## Sources
- Voir liens externes